# Le Renard et l'Écureuil
Le Renard et l'Écureuil est une fable de Jean de La Fontaine, qui ne fut pas publiée du vivant de son auteur, parce qu' elle évoque la lutte entre Colbert et son rival, Fouquet. En effet, l'écureuil est le symbole du surintendant Fouquet : le nom "fouquet", en français, correspond à l'ancienne appellation de l'écureuil.
Cette allégorie a circulé sous le manteau... sans être imprimée et elle ne fut imprimée pour la 1ère fois qu'en 1861.

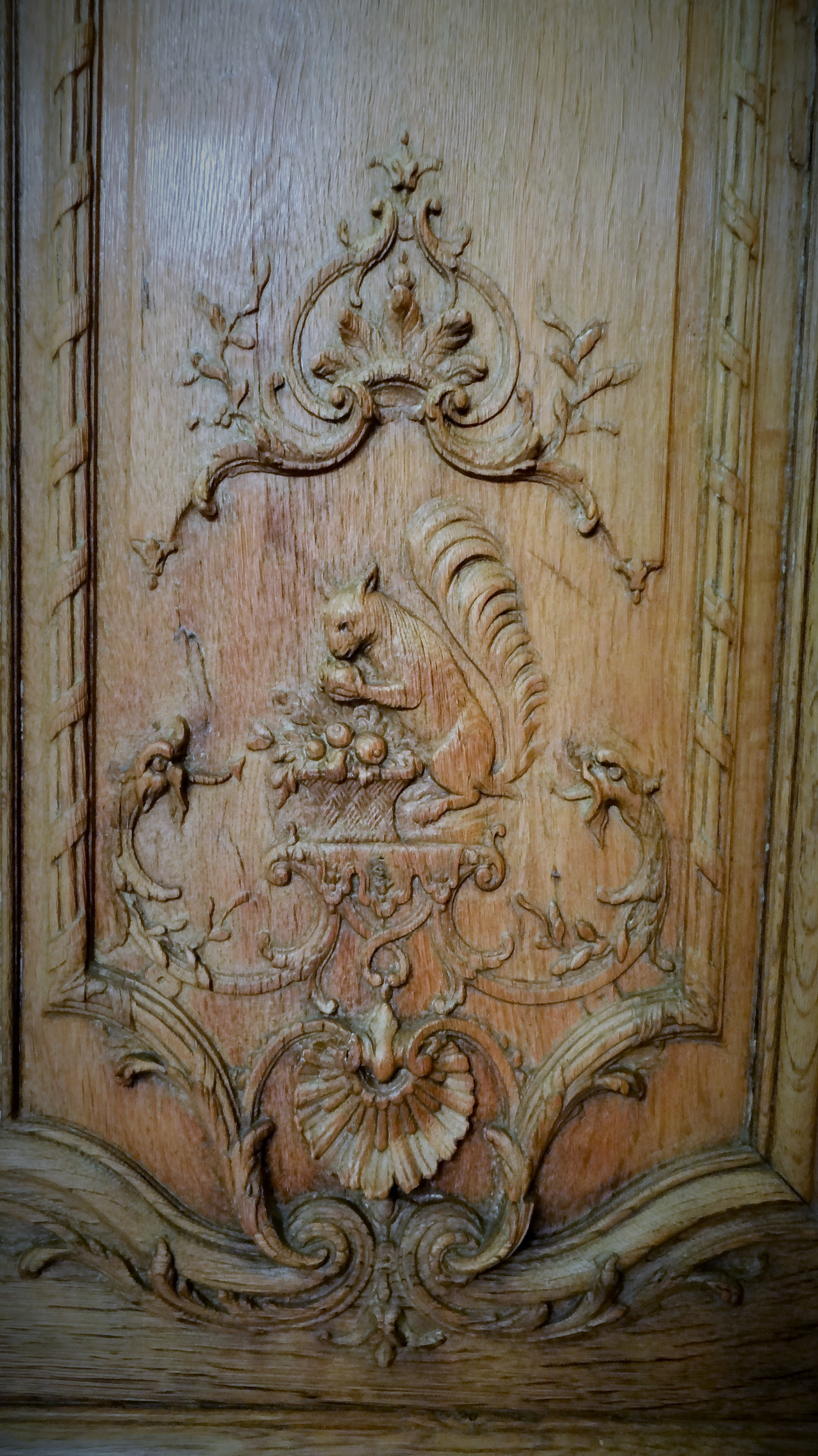
Boiserie de la salle à manger de l'hôtel Noirmoutier à Paris

## Texte
LE RENARD ET L'ÉCUREUIL
Il ne se faut jamais moquer des misérables,

Car qui peut s'assurer d'être toujours heureux ?

Le sage Ésope dans ses fables

Nous en donne un exemple ou deux ;

Je ne les cite point, et certaine chronique

M'en fournit un plus authentique.

Le Renard se moquait un jour de l'Écureuil

Qu'il voyait assailli d'une forte tempête :

Te voilà, disait-il, près d'entrer au cercueil

Et de ta queue en vain tu te couvres la tête.

Plus tu t'es approché du faîte,

Plus l'orage te trouve en butte à  tous ses coups.

Tu cherchais les lieux hauts et voisins de la foudre :

Voilà ce qui t'en prend ; moi qui cherche des trous,

Je  ris, en attendant que tu sois mis en poudre.

Tandis qu'ainsi le Renard se gabait,

Il prenait maint pauvre poulet

Au gobet ;

Lorsque l'ire du Ciel à l'Écureuil pardonne :

Il n'éclaire plus, ni ne tonne ;

L'orage cesse ;  et le beau temps venu

Un chasseur ayant aperçu

Le train de ce Renard autour de sa tanière :

« Tu paieras, dit-il, mes poulets. »

Aussitôt nombre de bassets

Vous fait déloger le compère.

L'Écureuil l'aperçoit qui fuit

Devant la meute qui le suit.

Ce plaisir ne lui dure guère,

Car bientôt  il le voit aux portes du trépas.

Il le voit ; mais il n'en rit pas,

Instruit par sa propre misère.
Vocabulaire
1. ↑  Allusion probable au procès de Nicolas Fouquet.
2. ↑  Fouquet avait échappé de peu à la peine de mort.
3. ↑  Allusion au courrier envoyé par Jean de La Fontaine à son ami de toujours Maucroix, courrier dans lequel il lui faisait part de l'arrestation de Nicolas Fouquet.
4. ↑  Allusion à la devise de Fouquet Quo non ascendam (Jusqu'où ne m'éléverai-je pas ?)
5. ↑  Se moquait.
6. ↑  À la gorge.